# Appias epaphia
Appias epaphia is een vlindersoort uit de familie van de Pieridae (witjes), onderfamilie Pierinae. Appias epaphia werd in 1779 beschreven door Cramer.

## Kenmerken
De mannetjes van deze vlinder zijn bijna geheel wit met alleen een donkere rand aan de apex van de voorvleugel, de vrouwtjes hebben een brede zwarte rand langs de gehele vleugels. De spanwijdte is 4 tot 5 centimeter.

## Verspreiding en leefgebied
De soort komt voor in het Afrotropisch gebied, Zuidoost-Azië en Australië.

## Waardplanten
De waardplanten komen uit de familie van de Capparaceae, met name soorten Capparis.